# Boog van Tiberius
De Boog van Tiberius (Latijn: Arcus Tiberii) was de naam van twee triomfbogen in het oude Rome.

## Forum Romanum
De Boog van Tiberius op het Forum Romanum werd in 16 n.Chr. opgericht ter ere van de overwinning van Germanicus Julius Caesar op de Germanen dat jaar. Germanicus heroverde de legerstandaard, die generaal Varus tijdens zijn grote nederlaag tijdens de Slag bij het Teutoburgerwoud in 9 n.Chr. had verloren. Hiermee was de grote schande van de nederlaag enigszins ongedaan gemaakt. Omdat de overwinning onder auspiciën van keizer Tiberius was behaald, kreeg de boog ook zijn naam. Tacitus schrijft in zijn Annalen het volgende over de boog :  
"Aan het einde van het jaar werd er een triomfboog gebouwd bij de tempel van Saturnus, vanwege het terugkrijgen van de onder Varus veroverde veldtekens, onder leiding van Germanicus, onder de auspiciën van Tiberius."
De enkelvoudige boog stond over de Vicus Iugarius, tussen de Basilica Julia en de Tempel van Saturnus en gaf zo toegang tot het forum vanuit zuidelijke richting. Het uiterlijk van de boog is enigszins bekend gebleven, doordat deze staat afgebeeld op de Boog van Constantijn.

## Marsveld
De Boog van Tiberius op het Marsveld is alleen bekend van een enkele vermelding door de Romeinse geschiedschrijver Suetonius. De boog werd in opdracht van de senaat opgericht naast het Theater van Pompeius. De bouw werd voltooid door Claudius. Waarom de boog werd opgericht en waar deze exact stond is onbekend.

## Antieke bronnen
1. ↑  Tacitus, Ann. 2.41
2. ↑  Suetonius, Claudius, 11.3

## Referentie
- L. Richardson, jr, A New Topographical Dictionary of Ancient Rome, Baltimore - Londen, 1992, p. 29-30 ISBN 0801843006